# Periscepsia rufitibia
Periscepsia rufitibia là một loài ruồi trong họ Tachinidae.